# Escola imam hatip

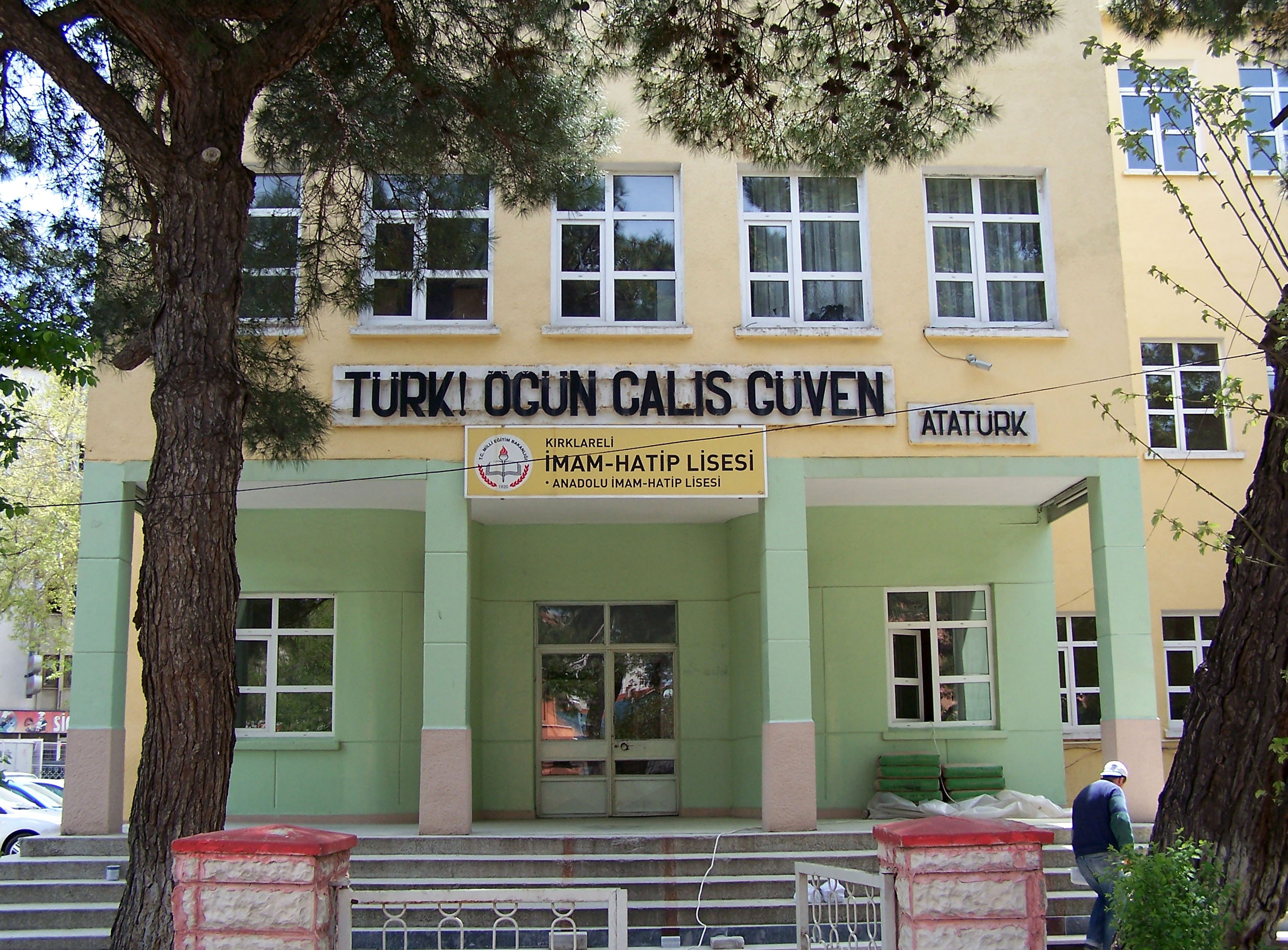
Fachada de uma escola imam hatip em Kırklareli.

Uma escola imam hatip (em turco:  imam hatip lisesi, literalmente: liceu de imames profissionais) é uma escola secundária de cariz profissionalizante e por vezes religioso da Turquia.
Hatip deriva do árabe khatip, que significa "aquele que profere a khutba (o sermão de sexta-feira). As escolas imam hatip são fruto da reforma da educação levada a cabo por Atatürk em 1924, que acabou com os madraçais (escolas islâmicas) e instituiu as escolas imam hatip para nelas serem formados clérigos muçulmanos funcionários do estado que tivessem uma formação laica sólida para além da formação religiosa. Os primeiros reitores das escolas imam hatip nem sequer tinham formação religiosa. Ao contrário de outras escolas profissionalizantes, os curricula incluíam tantas matérias de ciências e artes como as escolas comuns.
As escolas imam hatip foram unissexo até ao final dos anos 1990, quando o governo ilegalizou essa prática. Em consequência da laicização radical promovida pelo regime fundado por Atatürk, a popularidade das escolas imam hatip cresceu muito entre as famílias conservadoras que queriam os seus filhos educados em locais frequentados por filhos de outras famílias com inclinação religiosa. O atual (2010) primeiro-ministro turco Recep Erdoğan frequentou uma escola imam hatip.
Originalmente, os alunos que completassem o ensino secundário numa escola imam hatip podiam entrar em qualquer curso universitário. Isso mudou em 1999, quando as escolas imam hatip passaram a só dar entrada a cursos superiores religiosos. Este facto causou um declínio acentuada da popularidade das escolas imam hatip.